# L'amore delle tre melarance
L'amore delle tre melarance (Любовь к трём апельсинам, Ljubov k trëm apel'sinam), Op. 33, è un'opera lirica di Sergej Prokof'ev, scritta nel 1919; il libretto, tratto dalla commedia L'amore delle tre melarance di Carlo Gozzi, a sua volta basata sulla fiaba di Giambattista Basile, contenuta ne Lo cunto de li cunti, è stato scritto dal compositore stesso.

## Storia
Qualche giorno prima della partenza di Prokof'ev per gli Stati Uniti, alla fine del mese di aprile 1918, il regista Mejerchol'd gli aveva regalato una sua versione di un'opera teatrale adattata da L'amore delle tre melarance di Carlo Gozzi, riscritta da lui in maniera da modernizzare il genere della commedia dell'arte, con l'inclusione di acrobati ed elementi magici e grotteschi e che introduceva anche elementi legati alla poetica surrealista. Quando il musicista ottenne grandi successi per le sue esecuzioni pianistiche, fra cui il Concerto per pianoforte n. 1 e le Visions fugitives, il direttore della Chicago Opera Association, Cleofonte Campanini, si dimostrò molto interessato al lavoro del giovane compositore. Prokof'ev inizialmente gli propose di rappresentare la sua opera Il giocatore, ma la cosa non fu realizzabile poiché la partitura era rimasta al Teatro Marinskij e non era possibile farla arrivare. Prokof'ev ebbe allora l'idea di far rappresentare una nuova opera che intendeva scrivere sul testo della fiaba di Gozzi. Campanini ne fu entusiasta e firmò il contratto col musicista nel gennaio 1919; l'opera avrebbe dovuto essere presentata in cartellone nell'autunno.
Prokof'ev disponeva già di un abbozzo di libretto redatto durante il viaggio, adattato dalla traduzione in russo di Mejerchol'd. A causa della scarsa conoscenza di Prokof'ev della lingua inglese, e visto che un'opera in russo all'epoca rischiava di risultare inaccettabile per il pubblico americano, la prima versione venne messa in scena in francese lingua che il musicista conosceva bene, forse con l'aiuto del soprano Vera Janacopoulos, col titolo L'amour des trois oranges. L'improvvisa morte di Campanini interruppe la realizzazione del lavoro. Dopo numerose discussioni alla direzione del teatro fu nominata il soprano Mary Garden che, con intelligenza e competenza, superò le difficoltà mettendo in scena l'opera di Prokof'ev.
La prima rappresentazione ebbe luogo il 30 dicembre 1921 all'Auditorium Theatre di Chicago, sotto la direzione dello stesso compositore. La prima europea fu a Colonia il 14 marzo 1925, mentre la prima esecuzione in lingua originale avvenne a Leningrado (oggi San Pietroburgo) il 18 febbraio 1926. 

## Trama

### Prologo
I Tragici, i Comici, i Lirici e gli Scervellati, interpretati da diverse sezioni del coro, discutono animatamente su quale sia il genere teatrale migliore, e ognuno fa valere la propria opinione in base ai propri gusti. A un certo punto intervengono gli Originali, che annunciano che ciò che sta per andare in scena non è nulla di ciò di cui gli altri parlavano ma è L'amore delle tre melarance, uno spettacolo che probabilmente li soddisferà tutti. I personaggi del Prologo si posizionano quindi ai lati della scena; durante lo spettacolo commenteranno quanto avviene o interverranno direttamente.

### Atto I
Il re di Coppe e il suo cortigiano e consigliere Pantalone si dolgono delle innumerevoli malattie dell'ipocondriaco principe Tartaglia, figlio del sovrano ed erede al trono, causate dal suo eccessivo amore per la poesia tragica. I medici di corte informano il re che suo figlio guarirà solo se egli riuscirà a ridere, quindi Pantalone convoca il menestrello Truffaldino, organizzatore di spettacoli, perché provi a far divertire i presenti, assieme al primo ministro Leandro; in realtà Leandro, segretamente, trama contro il re per metterlo fuori combattimento e succedergli.
Il mago Celio, schierato dalla parte del re, e la fata Morgana, protettrice di Leandro e della principessa Clarice, nipote del re e amante di Leandro, la quale spera fortemente che il principe muoia, si sfidano a carte per stabilire chi avrà la meglio: Celio perde per tre volte di fila.
Leandro e Clarice discutono allora su come uccidere il principe: Leandro suggerisce di declamargli un'ennesima poesia tragica per aggravarne la malattia, suscitando l'approvazione dei Tragici, ma Clarice e gli Originali preferirebbero metodi più spicci, come l'uso di un veleno. Interviene Smeraldina, che rivela loro di essere al servizio della fata Morgana, quindi di parteggiare anche lei per Leandro.

### Atto II
Tutti i tentativi di far ridere il principe, nonostante gli incitamenti dei Comici, stanno fallendo miseramente, finché la fata Morgana, che era sopraggiunta travestita da vecchia, viene riconosciuta da Truffaldino, che la fa inciampare. Il principe, vedendo questa scena, scoppia finalmente a ridere, e così fanno anche tutti gli altri presenti tranne Leandro e Clarice. Morgana allora maledice il principe: da quel momento sarà ossessionato dall'amore per tre melarance, prigioniere della maga Creonta, e per riuscire a trovare pace dovrà trovarle. Il principe, quindi, parte assieme a Truffaldino per cercare le tre melarance.

### Atto III
Celio comunica ai suoi due protetti, Tartaglia e Truffaldino, dove si trovano le tre melarance, e raccomanda loro di aprirle solo in un momento in cui avranno dell'acqua a disposizione; anche se, avendo perso a carte, i suoi poteri sono inefficaci, come gli ricorda il diavolo Farfarello, Celio dà a Truffaldino un anello magico da usare contro Creonta, che appare come una spaventosa cuoca che punisce gli intrusi colpendoli con un gigantesco mestolo. Con l'aiuto di Farfarello, i due arrivano in volo fino al palazzo, riescono a distrarre la cuoca regalandole un nastro da cui lei rimane affascinata, rubano le melarance e fuggono nel deserto. Mentre il principe dorme, Truffaldino è terribilmente assetato e decide di aprire una delle melarance, pensando che contenesse del succo da poter bere; invece ne esce la principessa Linetta, terribilmente assetata, che, chiedendo e non trovando nulla da bere, muore. Truffaldino apre la seconda melarancia, da cui esce la principessa Nicoletta, ma anch'ella di lì a poco muore di sete senza che Truffaldino possa aiutarla. Spaventato, Truffaldino scappa, mentre il principe si risveglia. Egli apre la terza melarancia, da cui esce la bellissima principessa Ninetta, e i due subito si innamorano. Anche Ninetta rischia di morire, ma intervengono gli Originali a portare un secchio d'acqua per farla bere, salvandola. Il principe, che ha chiesto a Ninetta di sposarlo, si allontana per un attimo per cercarle dei vestiti adatti per presentarsi al castello del re, ma durante la sua assenza arriva la fata Morgana, che trasforma la ragazza in un ratto. Smeraldina prende il suo posto: quando Tartaglia torna, naturalmente si rifiuta di sposarla, ma il padre lo obbliga a mantenere la promessa fatta.

### Atto IV
Al palazzo reale, dove il principe Tartaglia si sta a malincuore preparando a sposare Smeraldina, Celio e la fata Morgana litigano di nuovo, accusandosi l'un l'altro di aver imbrogliato, ma in aiuto del mago intervengono gli Originali, che scacciano la fata. Celio ritrova quindi i suoi poteri e restituisce a Ninetta le sue fattezze, così la giovane può sposare il principe. La congiura di Leandro e Clarice viene scoperta e il re li condanna a morte, ma la fata Morgana li aiuta a scappare. L'opera si conclude con i festeggiamenti per le nozze tra Tartaglia e Ninetta.

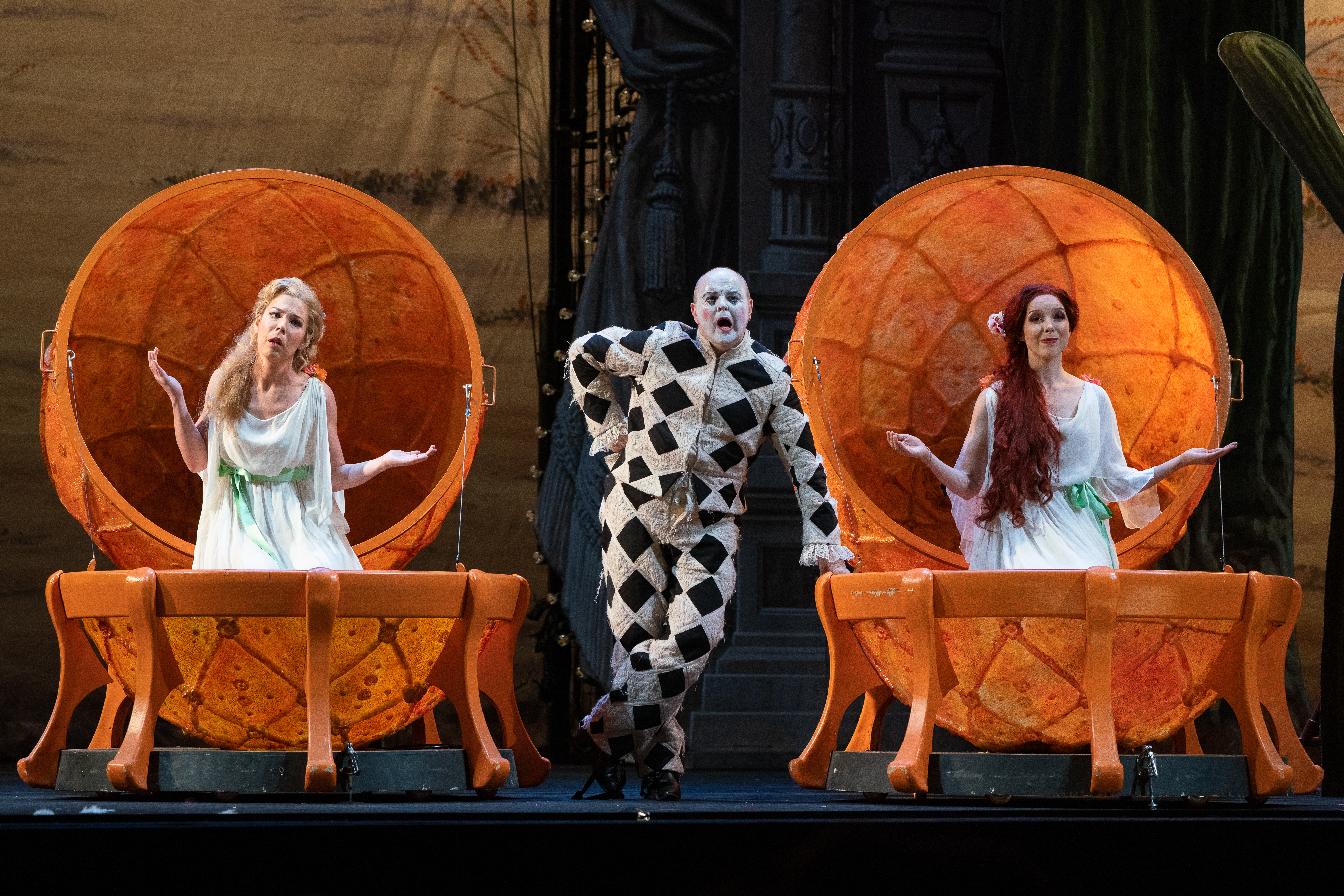
Opera di Philadelphia, 2019

## Analisi
L'amore delle tre melarance ripropone il mondo della commedia dell'arte rivisitato e trasformato da una nuova e moderna visione. Prokof'ev con la sua capacità creativa e la sua inesauribile fantasia creò una partitura ricca di invenzioni fantastiche, di ironia, ma anche di momenti lirici, il tutto legato dal suo implacabile ritmo. Il musicista disse che per andare incontro al pubblico americano aveva cercato di realizzare una partitura più semplice rispetto a Il giocatore; in effetti se è vero che la nuova opera è per molti sensi l'opposto della precedente, divertente, ironica e fantastica tanto quanto Il giocatore era serio e drammatico, è altresì vero che L'amore delle tre melarance non è per niente semplice, variegata di timbri e di colori come poche altre.
L'orchestra è chiamata di volta in volta a descrivere momenti di crudezza, di liricità, di divertimento, di acidità, privilegiando sempre i timbri strumentali dei legni, degli ottoni, delle percussioni e i toni acuti degli archi. I momenti sinfonici sono solitamente brevi, ma di grande incisività come nella celebre Marcia del secondo atto, diventata con la sua originalità una delle pagine più famose di Prokof'ev, ricca di arguzia e inventiva con la sua fanfara da circo e le dissonanze mediate all'ironia.

## Organico
Ottavino, due flauti, due oboi, corno inglese, tre clarinetti, clarinetto piccolo, clarinetto basso, tre fagotti, controfagotto, sei corni, tre trombe, tre tromboni, basso tuba, timpani, grancassa, piatti, triangolo, tam-tam, tamburo militare, xilofono, campane tubolari, due arpe, archi.   

## Suite
Prokof'ev compose nel 1922 una suite orchestrale (Op. 33bis) tratta dall'opera, eseguita per la prima volta a Parigi il 25 novembre 1925. La suite dura circa 16 minuti, ed è in sei movimenti:
1. Gli Scervellati
2. Il mago Celio e la fata Morgana giocano a carte (Scena infernale)
3. Marcia
4. Scherzo
5. Il principe e la principessa
6. La fuga

L'organico è leggermente ridotto rispetto all'opera e comprende:

Ottavino, due flauti, due oboi, corno inglese, due clarinetti, clarinetto basso, tre fagotti, quattro corni, tre trombe, tre tromboni, basso tuba, timpani, grancassa, piatti, triangolo, tamburo militare, tamburello basco, tam-tam, xilofono, campane, due arpe, archi.